# 카론 버틀러

카론 버틀러(Caron Butler, 본명: 제임스 카론 버틀러, James Caron Butler, 1980년 3월 13일 ~ )는 미국 프로 농구 코치이자 NBA(전미 농구 협회) 마이애미 히트의 보조 코치였던 전 선수이다. 14년 경력 동안 마이애미 히트, 로스앤젤레스 레이커스, 워싱턴 위저즈, 댈러스 매버릭스, 로스앤젤레스 클리퍼스, 밀워키 벅스, 오클라호마 시티 썬더, 디트로이트 피스톤스, NBA의 새크라멘토 킹스에서 뛰었다. 버틀러는 NBA 올스타에 두 번이나 올랐으며 코네티컷 허스키스에서 뛰는 동안 2002년 빅 이스트 콘퍼런스 올해의 남자 농구 선수로 선정되었다.

## NBA 경력
- 마이애미 히트(2002~2004)
- 로스앤젤레스 레이커스(2004~2005)
- 워싱턴 위저즈(2005~2010)
- 댈러스 매버릭스(2010~2011)
- 로스앤젤레스 클리퍼스(2011~2013)
- 밀워키 벅스 (2013-2014)
- 오클라호마시티 썬더(2014)
- 디트로이트 피스톤스 (2014-2015)
- 새크라멘토 킹스 (2015-2016)